# Whaddon Road
Il Whaddon Road, noto come Jonny-Rocks Stadium per motivi di sponsorizzazione, è uno stadio di calcio situato a Cheltenham, Inghilterra. È lo stadio del Cheltenham Town F.C. ed è condiviso con il Gloucester City A.F.C.. Ha una capacità totale di 7.066 posti, con un misto di posti a sedere e di terrazzamento. Il nome ufficiale era Victory Sports Ground fino ad aprile 2009, quando fu ribattezzato Abbey Business Stadium attraverso un accordo di sponsorizzazione. Il 13 luglio 2015, il club ha comunicato di aver siglato un accordo triennale per rinominare lo stadio The World of Smile Stadium, tuttavia l'accordo è stato risolto dopo solo un anno e lo stadio è stato rinominato LCI Rail Stadium dalla stagione 2016-2017, prima di assumere la denominazione attuale nella stagione 2018-19.

## Storia
Lo stadio, ubicato dove un tempo sorgeva il canile di Berkeley Hunt, fu costruito dalla Cheltenham Original Brewery nel 1927 ed è divenuto la "casa" del Cheltenham Town nel 1932; tuttavia non ha ospitato incontri della Prima Squadra per 67 anni. In occasione del suo settantesimo anniversario, il Cheltenham Town conquista sul questo campo, la promozione alla Football League Second Division, la terza serie del calcio inglese.
Il record di presenze sul campo è di 8.326 spettatori per la partita del primo turno di FA Cup contro il Reading, giocata il 17 novembre 1956. Nelle stagioni 2007-2008 e 2008-2009, il Whaddon Road è stato il più piccolo stadio utilizzato in EFL League One.